# هاو جي
هاو جي مواليد 16 أكتوبر 1984، هي لاعبة كرة مضرب صينية بدأت مسيرتها كمحترفة سنة 2001 تلعب باليد اليمنى. أعلى تصنيف لها في الفردي كان المركز الـ 329 في سنة 2007. أعلى تصنيف لها في الزوجي كان المركز الـ 307 في سنة 2004.

## روابط خارجية
- هاو جي على موقع رابطة محترفات التنس (الإنجليزية)
- هاو جي على موقع الاتحاد الدولي لكرة المضرب (الإنجليزية)
- هاو جي على موقع خلاصة التنس.كوم (الإنجليزية)
- هاو جي على موقع اللجنة الأولمبية الصينية (الإنجليزية)